# Jägerslust (Felde)
Jägerslust ist eine Ortschaft, deren südlicher Teil zur Gemeinde Felde und deren nördlicher Teil zur Gemeinde Krummwisch gehört. Beide Gemeinden liegen im Kreis Rendsburg-Eckernförde in Schleswig-Holstein.

## Geografie und Verkehr
Die Ortschaft liegt 14 Kilometer westlich von Kiel zwischen dem Nord-Ostsee-Kanal im Norden und der Autobahn 210 sowie der Bahnstrecke Kiel-Rendsburg im Süden. Zu erreichen ist Jägerslust über die Autobahnabfahrt Achterwehr oder den Bahnhof Felde.
Das Moränengelände des östlichen Hügellandes, das landschaftsprägend ist, hat in der näheren Umgebung des Ortes starke Veränderungen durch Eingriffe des Menschen im Zusammenhang mit der Herstellung des nördlich angrenzenden Bunkergeländes erfahren. Die Überschwemmungswiesen Jägerslust wurden 1982 unter Naturschutz gestellt.

## Geschichte

### Wohnung des Holzvogtes
Der Ursprung der Ortschaft geht auf ein achteckiges Gebäude zurück, das dem Holzvogt des Gutes Groß Nordsee zur Unterkunft diente. Der Name ist darauf zurückzuführen, dass in den Pavillon auch die Jagdgesellschaften des Gutsherren einkehrten. Eine erste aktenmäßige Erwähnung datiert aus dem Jahr 1819.

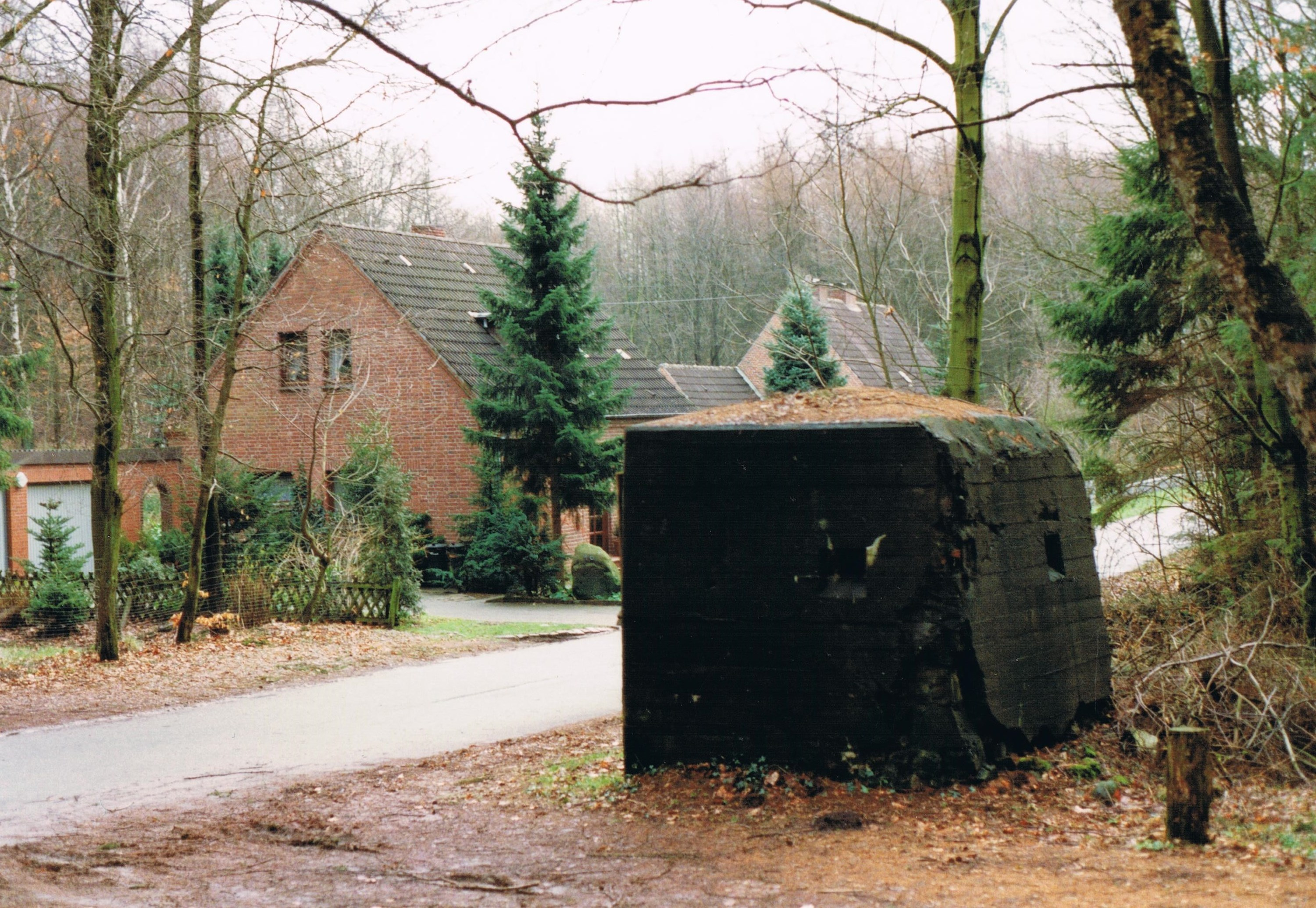
Wachbunker am Nordausgang des Lagers

### „Marinegemeinschaftslager“ und Durchgangslager für sowjetische Kriegsgefangene (1937–1945)
1937 begannen die Arbeiten zur Errichtung eines Lagers für die Arbeiter, die die Großölanlage Flemhude der Kriegsmarine herstellen sollten. Die Lösch- und Ladeeinrichtungen befanden sich etwa drei Kilometer nordöstlich des Lagers am Südufer des Nord-Ostsee-Kanals und am Westufer des Flemhuder Sees. Bis zum Kriegsausbruch 1939 waren im Lager Dienstverpflichtete aus dem gesamten Deutschen Reich untergebracht. Nach Kriegsausbruch wurden die deutschen Arbeiter im „Marinegemeinschaftslager“ durch etwa 700 Zwangsarbeiter und Zwangsarbeiterinnen aus Polen, Dänemark, den Niederlanden, Belgien, der Tschechoslowakei und Italien ersetzt. Infolge des Kriegsverlaufs verlor die Großölanlage Flemhude an strategischer Bedeutung. Deshalb wurde ein Teil der Lagerbewohner in Kieler Werften und Betrieben eingesetzt.
Im Oktober 1943 wurde direkt westlich an das „Marinegemeinschaftslager“ angrenzend ein stacheldrahtumzäuntes Durchgangslager für sowjetische Kriegsgefangene errichtet. Das Lager wurde von der 1. Marinebaubereitschaftsabteilung (1. M.B.B.A.) betrieben. Die fünf Großbaracken hatten eine Kapazität von knapp 2000 Belegplätzen. Die Kriegsgefangenen wurden aus dem Stammlager X B in Sandbostel angefordert. Mindestens 18 Todesfälle lassen sich auf das Kriegsgefangenenlager Jägerslust zurückführen, die meisten von ihnen wurden auf dem Kieler Nordfriedhof bestattet. 31 weitere sowjetische Kriegsgefangene aus Jägerslust kamen bei einem alliierten Luftangriff in der Nacht vom 23. auf den 24. Juli 1944 in Kiel-Dietrichsdorf ums Leben. Auch sie wurden auf dem Nordfriedhof in Kiel bestattet.

### Lager für polnische „Displaced Persons“ (1945–1949)
Nach Kriegsende war das Doppellager bereits Ende Mai 1945 geräumt, die sowjetischen Kriegsgefangenen, z. T. gegen ihren Willen, repatriiert worden. Anfang Juni 1945 trafen einige Transporte aus dem westlichen Mecklenburg ein. Die Briten hatten dort vor der Übergabe des Gebietes an die Sowjetische Militäradministration befreiten Zwangsarbeiterinnen und Zwangsarbeitern, aber auch vielen ehemaligen Häftlingen aus  dem KZ Sachsenhausen und dem KZ Ravensbrück freigestellt, sich unter sowjetische Verwaltung zu begeben oder aber unter britischer Verwaltung zu verbleiben und in Lager in der Britischen Zone umzusiedeln.
Von den Westalliierten wurden diese Opfer nationalsozialistischer Herrschaft als „Displaced Persons“ bezeichnet. Um Konflikten vorzubeugen, wurden die Lager einzelnen Nationalitäten zugeordnet. In Jägerslust entstand so ein Lager für polnische „Displaced Persons“. Bereits im Juni 1945 wurde in der ehemaligen Verwaltungsbaracke des Kriegsgefangenenlagers ein Schulzentrum eingerichtet. Das breite Angebot reichte vom Kindergarten bis zu Abiturkursen. Der polnische Lagerpfarrer Mieczysław Filipowicz, der fünf Jahre Häftling im KZ Dachau gewesen war, nahm sich besonders der traumatisierten Jugend an. Die anfänglichen Versuche, die Rückkehr nach Polen zu fördern, hatten wegen der Einbeziehung Polens in den Machtbereich der Sowjetunion nur geringen Erfolg. So nahmen ab 1947 die Anstrengungen zu, in Übersee für die Lagerbewohner eine Zukunft zu entwickeln. Im Oktober 1949 konnten die letzten polnischen Bewohner in weiter bestehende „DP“-Lager nach Lübeck, Rendsburg und Pinneberg umziehen.

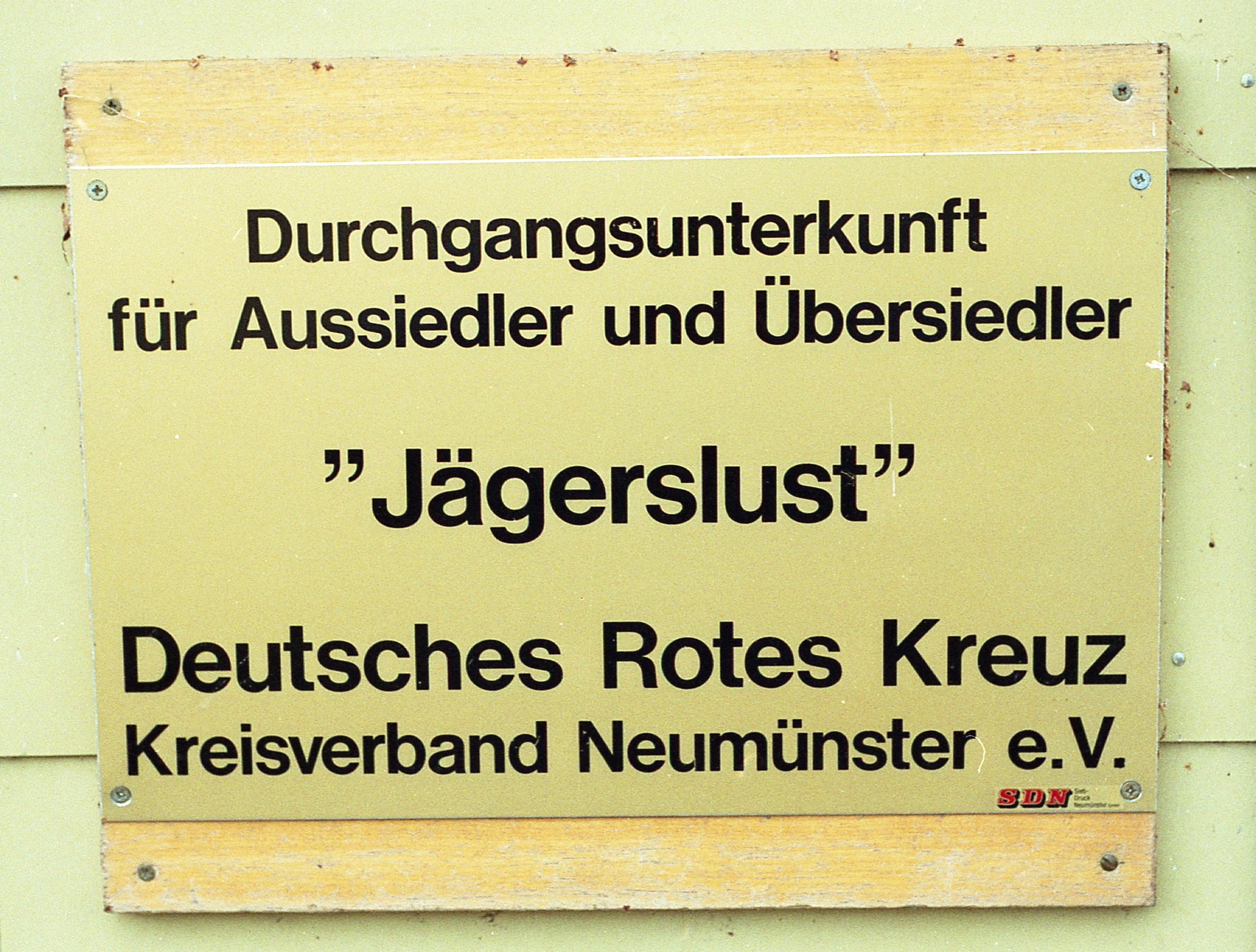
Hinweisschild auf die Unterkunft für Aus- und Übersiedler

### Lager für deutsche Flüchtlinge und Vertriebene (1950–1969)
Im Januar 1950 wurde auf dem Gelände das Kreisflüchtlingslager „Wohnkolonie“ Jägerslust eröffnet. Nachdem ein Teil der baufälligen Baracken abgerissen worden war, fanden dort etwa 100 Flüchtlingsfamilien Wohnraum. In dem Schulgebäude des polnischen Lagers für „Displaced Persons“ wurde die Volksschule Jägerslust mit zeitweilig mehr als 200 Schülerinnen und Schülern eingerichtet. Es gab eine Gastwirtschaft mit Tanzsaal und ein Lebensmittelgeschäft. Die sinkende Zahl der Bewohner führte 1964 zur Schließung der Gastwirtschaft und 1965 auch zur Schließung der Schule. Als eines der letzten in Schleswig-Holstein wurde das Kreisflüchtlingslager Jägerslust 1969, fast 25 Jahre nach Kriegsende, geschlossen. Nach dem Abriss der Holzbaracken wurde in den verbliebenen Steinbaracken im selben Jahr die „Durchgangsunterkunft für Aussiedler und Flüchtlinge“ eröffnet. Die Aussiedler, die aus Polen, der Sowjetunion und Rumänien stammten, lebten meist drei bis vier Monate in den Baracken, bis ihnen eine Wohnung an den gewünschten Wohnorten zur Verfügung gestellt werden konnte. 1992 wurde die Einrichtung außerdem zu einem Übergangsquartier für Asylbewerber. Als Aufnahmestelle für Spätaussiedler wurden die Baracken 1997 aufgegeben.

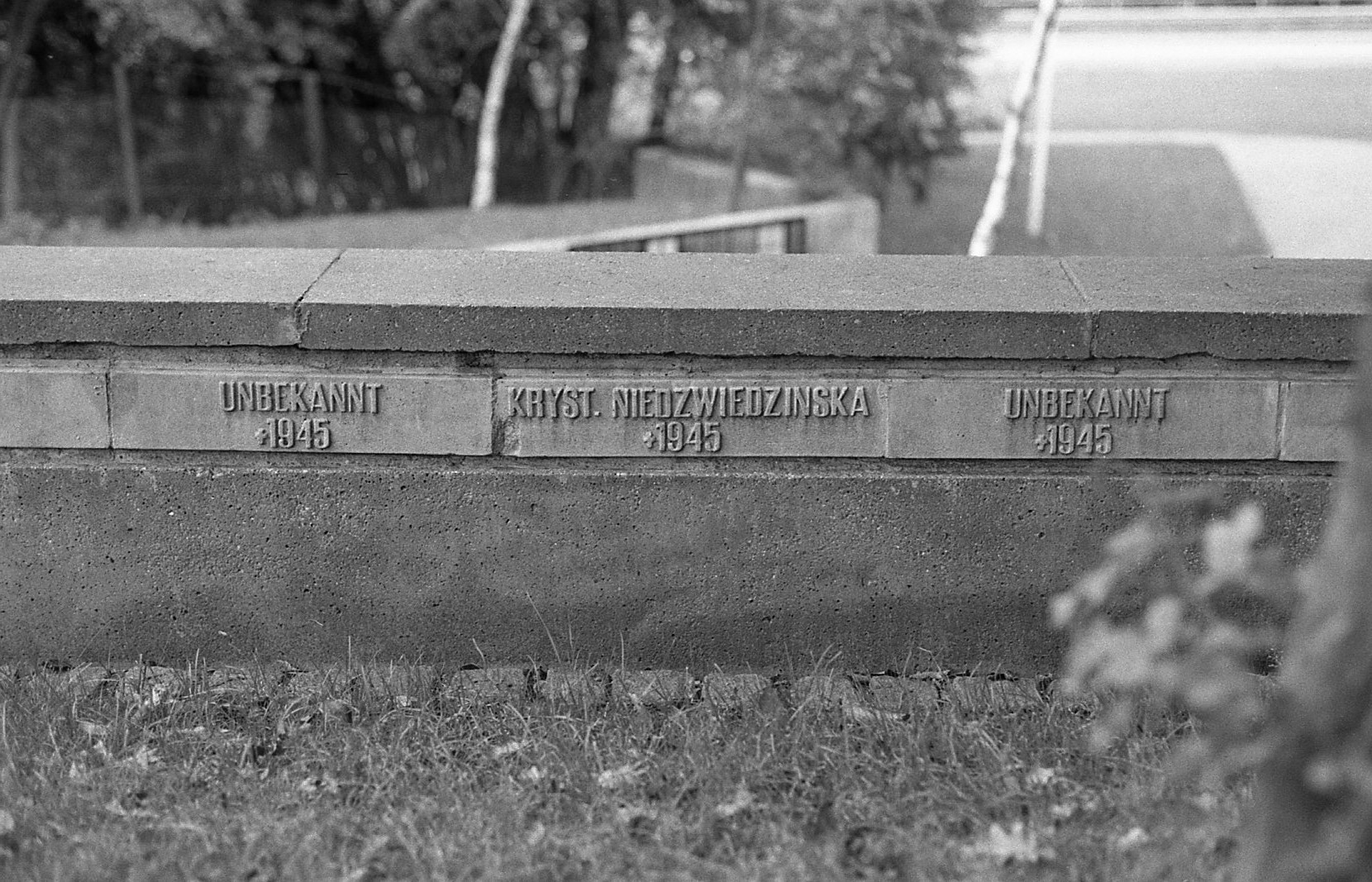
Grabinschrift der Krzystina Niedżwiedzińska auf der Kriegsgräberstätte Schleswig-Karberg

### Begräbnisstätte Jägerslust
Etwa fünfzig Meter nordöstlich des Lärchenweges hat zwischen 1945 und 1961 eine kleine Begräbnisstätte mit sieben Gräbern bestanden. Es handelte sich um die Gräber zweier sowjetischer Kriegsgefangener oder Zwangsarbeiter, die beide am 20. April 1945 in Klein Nordsee ums Leben gekommen waren. Beide Grabkreuze trugen kyrillische Aufschriften, waren also von Kameraden errichtet worden. Bei den fünf übrigen Gräbern handelte es sich um Kinderbestattungen, vier Gräber waren nicht mit einem Namen versehen. Bei dem fünften handelte es sich um das Grab der kleinen Krzystina Niedżwiedzińska. Sie starb im Juni 1945 während des Transportes einer Gruppe polnischer „Displaced Persons“ von Schwerin nach Jägerslust, dem auch ihre Mutter angehörte. Ihre Mutter J. Niedżwiedzińska war Häftling im Frauen-KZ Ravensbrück gewesen. Am 3. Mai 1961 wurden die Toten exhumiert und auf die Kriegsgräberstätte Schleswig-Karberg umgebettet. Der Begräbnisplatz wurde aufgehoben.

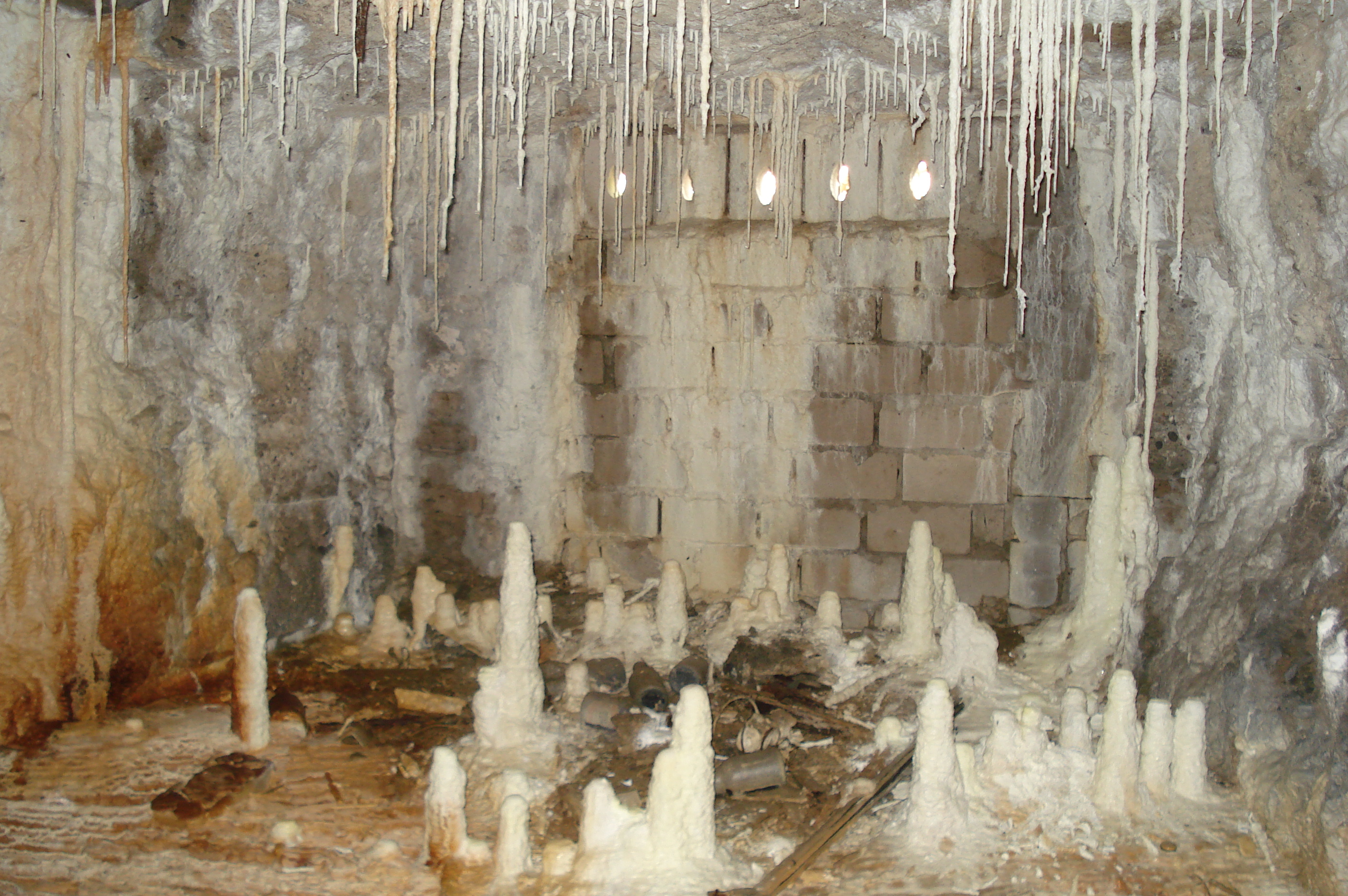
Innenansicht eines Luftschutzbunkers

### Heutige Nutzung
Seit 2014 dienen die übriggebliebenen Baracken als Unterkünfte für Flüchtlinge, die von einem Freundeskreis betreut werden. Aktuell plant das Amt Achterwehr einen Neubau der Unterkunft.

## Relikte der Lagergeschichte

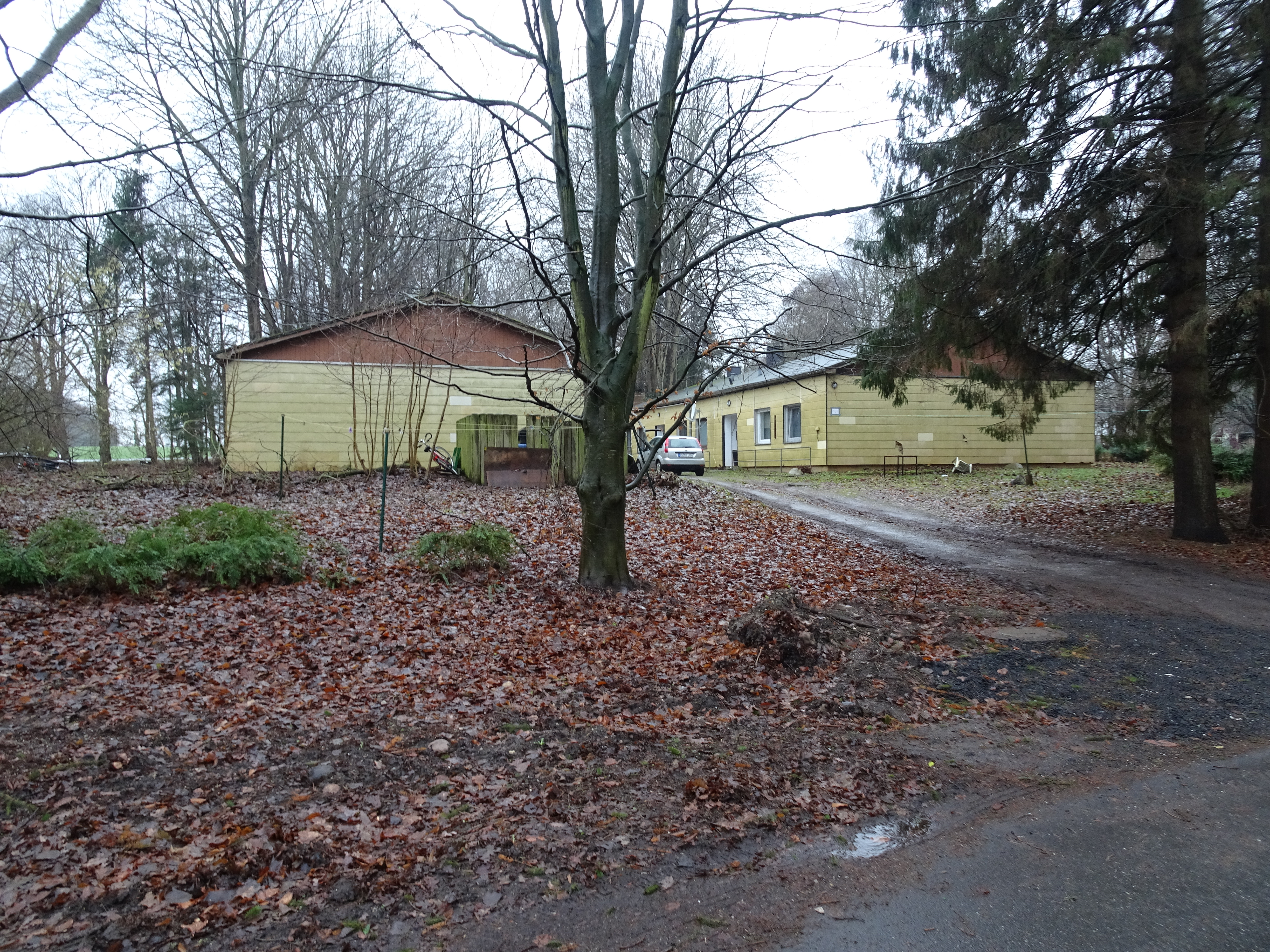
Steinbaracken im Lager Jägerslust

An die Lagergeschichte erinnern die vier Steinbaracken an den Eingängen zum Lager. Dazwischen befinden sich entfestigte Luftschutzbunker. Eine Birkenreihe ganz im Westen des Lagerbereiches wurde um 1950 in der Zeit des Kreisflüchtlingslagers zwischen den beiden Barackenreihen des ehemaligen Lagers für sowjetische Kriegsgefangene gepflanzt. An dem Begrenzungsweg, dem Lärchenweg, der das ehemalige Lagergelände im Osten und Norden einfasst, ist ein Wachbunker zu erkennen. Auch ein Teil der ehemaligen Wirtschaftsbaracke, in dem sich der Kirchenbereich des polnischen DP-Lagers befand, ist erhalten. Weiter nach Norden hin in dem Teil der Ortschaft Jägerslust, der zur Gemeinde Krummwisch gehört, befindet sich auf der westlichen Seite der inzwischen mehrfach umgebaute Jagdpavillon aus dem frühen 19. Jahrhundert. Auf der östlichen Seite ist das Wohnhaus des Kommandanten des Kriegsgefangenenlagers erhalten.